# 玛丽亚普法尔
玛丽亚普法尔是奥地利萨尔茨堡州隆高县的一个市镇。总面积47.36平方公里，总人口2306人，人口密度48.7人/平方公里（2005年）。